# عبد الله الجيلي
* هو: عبد الله الثالث بن يحيى بن محمد بن داود بن موسى بن عبد الله بن موسى بن عبد الله بن الحسن بن الحسن بن علي بن أبي طالب بن عبد المطلب بن هاشم بن عبد مناف بن قصي بن كلاب بن مرة بن كعب بن لؤي بن غالب بن فهر بن مالك بن قريش بن كنانة بن خزيمة بن مدركة بن إلياس بن مضر بن نزار بن معد بن عدنان.

## حياته
أمه: فاطمة بنت أحمد القرشية،  وقد عرف في المصادر التاريخية العربية الإسلامية، بعبد الله الجيلي، نسبة إلى الجيل، وهي قرية تاريخية قرب المدائن في العراق وهذا ما تؤكده الدراسات الاكاديمية، عرف بالزهد والورع والتقوى، ولم يكن له ذرية غير ولده أبي صالح موسى والد الشيخ عبد القادر الجيلي، ومحمد، وعائشة.
أما زوجته فهي، أم سلمة كريمة بنت محمد بن طلحة بن عبد الله بن عبد الرحمن بن أبو بكر الصديق .
قال الصّفدي :كان سيّداً مشهوراً بالجود، ممدوحاً معّمراً .وقال ابن شدقم في تحفته: فيما جاء عن السيد تاج الدّين في هداية الطّالب بسنده إليه: كان صالحاً عابداً ورعاً زاهداً عالماً عاملاً فاضلاً كاملاً فصيحاً بليغاً اديباً شاعراً. و قال البيهقي في اللباب: كان عبد الله فاضلاً ناسكاً يرى الأمر بالمعروف والنهي عن المنكر لازماً.
وكان عبد الله يقول شيئاً من الشّعر، ومن لطيف شِعْره :
إني لمرتاد جوادي وقــاذف ,,,,, به وبنفسي العام إحدى المقاذف
مخافة دنيا رثة أن تميـــلني ,,,, كما مال فيها الهالك المتجانف
فيا رب إن حانت وفاتي فلا تكن ,,,,,,,,على شرجعٍ يعلى بخضر المطارف).
وكان واحداً من جملة المعدودين ممن له فضيلة السّبق في منابذة الظالمين والامتناع من بيعتهم وترك متابعتهـم. فهـو من أئمة أهل البيت واحـد من يصلح للإمامة.

## روايته للحديث
روايته كثيرة عن جَدّه، وروى عنه أبناؤه محمّد بن عبد الله، وأحمد بن عبد الله، وموسى بن عبد الله، وإدريس بن يحيى بن عبد الله بن الحَسَن، وزيد بن الحَسَن العلوي، وإسماعيل بن يعقوب، ومحمّد بن منصور المرادي.
وذكره صاحب تهذيب الكمال في عدة مواضع وروى عنه أكثر من خبر, وذكره ابن حجر في التهذيب في ترجمة زيد بن الحسن العلوي.
أقول: عبد الله بن موسى : من تبع الأتباع، شيْخ صالح جليل من ثقات أهل البيت وعلمائهم، وهو من العاشرة على تقسيم ابن حجر في تقريبه.
ذَكَرَ أَبُو بَكْرِ بْنُ أَبِي شَيْبَةَ الْمَدَنِيُّ، عَنْ عَبْدِ اللهِ بْنِ مُوسَى الْعَلَوِيِّ، عَنْ عَبْدِاللهِ ابْنِ مُسْلِمِ بْنِ يَسَارٍ، عَنْ أَبِيهِ، عَنْ جَدِّهِ، قَالَ: خَرَجْتُ مَعَ مَوْلايَ فَضَالَةَ بْنِ هِلالٍ فِي حَجَّةِ الْوَدَاعِ، فَسَمِعْتُ النَّبِيَّ صَلَّى اللَّهُ عَلَيْهِ وَسَلَّمَ يَقُولُ: " الصَّلاةَ الصَّلاةَ، اللهَ اللهَ فِي النِّسَاءِ .
وروى الطبراني في المعجم الأوسط والصغير قال: حدثنا علي بن محمّد بن إبراهيم ابن محمّد بن عمر بن علي بن أبي طالب بالكوفة، حدثنا موسى بن عبد الله بن موسى بن عبد الله بن الحَسَن بن علي بن أبي طالب، حدثني أبي عبد الله بن موسى، عن أبيه موسى، عن أبيه عبد الله بن الحَسَن، عن أبيه الحَسَن بن علي بن أبي طالب أجمعين قال: قال رسول الله صلى الله عليه وآله وسلم: " إحفظوني في العباس؛ فإنه بقية آبائي.

## وفاته
لم يزل متخفياً ومتغيباً بين العراق والحجاز وخراسان إلى أن مات في يوم الأربعاء ليلة النصف من شهر رمضان سنة 487 هـ.